# Colegio Universitario Francisco de Miranda
El Colegio Universitario Francisco de Miranda (CUFM) fue una institución venezolana adscrita al Ministerio del Poder Popular para la Educación Universitaria, estaba situada administrativamente en la ciudad de Caracas, Parroquia Altagracia y ofrecía formación de diferentes carreras cortas y largas. Fue fundada el 20 de febrero de 1974 y disuelta el 27 de febrero de 2018 tras la creación de la Universidad Nacional Experimental de la Gran Caracas.
Para el momento de su disolución contaba con una matrícula de más de 3.000 alumnos.

## Historia
El Colegio Universitario Francisco de Miranda (CUFM) fue una institución del Estado venezolano, fue creado por Decreto N° 1620 el 20 de febrero de 1974, firmado por el Dr. Rafael Caldera de conformidad con lo dispuesto en el Parágrafo Único del Artículo 10º de la Ley de Universidades y los Artículos 2º y 4º del Reglamento de Institutos y Colegios Universitarios.
La sede central estaba ubicada en la Esquina de Mijares, en la parroquia Altagracia de Caracas. Se trata de una esquina dedicada tradicionalmente a la educación.
El edificio cuyo estilo arquitectónico puede identificarse como deco, alberga entre sus bienes más preciados una envidiable colección de piezas de arte contemporáneo. La colección iniciada por el director fundador Rafael Fernández Heres, cuenta en la actualidad con obras de más de tres docenas de artistas en su mayoría venezolanos; en ella están presentes: Francisco Hung, Carlos Prada, Luis Guevara Moreno, Carlos Hernández Guerra, Pedro Briceño, Mateo Manaure, Alirio Palacios, Manuel Quintana Castillo, Edgar Sánchez, Victor Valera y muchos otros.
Esta sede, donde funciona la Dirección, el Consejo Directivo y las Divisiones Académicas, tiene como vecinos al Banco Central de Venezuela, la hermosa Plaza "Juan Pedro López", el Ministerio del Poder Popular para la Educación, y las iglesias Las Mercedes y Santa Capilla.

## Espacios físicos
El Colegio Universitario Francisco de Miranda cuenta con cuatro sedes distribuidas en la ciudad de Caracas: la sede principal, ubicada en la Esquina de Mijares, la Biblioteca "Rafael Fernández Heres", ubicada en el Boulevard Pateòn y las sedes administrativas: Edificio Lander, la sede de Posgrado, está ubicada en el Edificio Centro Valores, de igual manera se imparten clase en el Liceo "Andrés Bello" en Parque Carabobo en el turno nocturno.

## Carreras
La institución a lo largo de su historia ha impartido  carreras cortas de 3 años (6 semestres) en el área de Técnico Superior Universitario, entre las carreras que destaca son:  TSU en Administración Mención Empresas Energéticas (Hidrocarburos), TSU en Administración Mención Banca y Finanzas, TSU en Administración Mención Recursos Humanos, TSU en Educación Integral, TSU en Informática, TSU en Contaduría Pública y por último TSU en Administración Mención Transporte y Distribución de Bienes.
A partir del año 2009, en el marco de la transformación universitaria y al igual que la mayoría de los Colegios e Institutos Universitarios de toda Venezuela, el CUFM comienza a ofertar carreras largas impartiendo los diferentes Programas Nacionales de Formación:

### PNF Ingeniería Informática
El programa dispone de varias salidas terminales de acuerdo a los trayectos académicos, ofreciendo diversas titulaciones. Al culminar el II trayecto el participante obtiene el título de Técnico Superior Universitario o Técnica Superior Universitaria en Informática y culminado el IV trayecto obtiene el título de  Ingeniero en Informática. Para los postgrados: especializaciones, maestrías y doctorado, las titulaciones serán de acuerdo a los estudios realizados. 
Adicionalmente, se ofertan certificaciones en el primer y tercer trayecto, en Soporte Técnico a Usuarios y Equipos para el primer trayecto y Desarrollador de Aplicaciones en el tercer trayecto. Los conocimientos, habilidades y destrezas para estas certificaciones se corresponden con el reconocimiento público y formal de carácter cualitativo y cuantitativo demostrado por el participante, con base en la evaluación de los saberes aplicados en el proyecto socio-tecnológico los cuales se deben establecer a través de una normativa.

### PNF Licenciatura en Administración
El programa constituye un conjunto de actividades académicas, formativas, de creación intelectual y de vinculación social, conducente a la certificación de capacidades profesionales (Certificado de Asistente Administrativo) y al otorgamiento de títulos de Técnico Superior Universitario y de Licenciado en Administración, así como a la formación en postgrados relacionados con el área administrativa.
El PNFA desarrolla las estrategias para que los participantes se apropien de las teorías, modelos, métodos y procedimientos que le permitan solucionar problemas científicos, económicos y sociales en el ámbito 
administrativo.

### PNF Licenciatura en Contaduría Pública
Actualmente en desarrollo desde 2012.

## Eventos

### Olimpiadas Venezolanas de Informática (OVI)
El Colegio Universitario "Francisco de Miranda" participa, junto a otros 21 Colegios, Universidades e Institutos Universitarios de todo el país en las Olimpiadas Venezolanas de Informática, éste es el más prestigioso evento informático en Venezuela, donde se ponen a prueba las habilidades y destrezas informáticas de los estudiantes de informática de todos los niveles, trayectos o trimestres, de los institutos participantes, midiéndose a su vez en categorías como la programación, tanto estructurada como orientada a objetos, programación web, redes, base de datos, arquitectura de computadores, propuestas de proyectos, entre otras. Además de otorgar cupos a las instituciones ganadoras de la competencia para representar a Venezuela en diferentes convenciones y foros internacionales.
Destaca que la fundación y concepción del proyecto de Olimpiadas Venezolanas de Informática tiene su origen en el mismo Colegio Universitario "Francisco de Miranda", de la mano de estudiantes activistas y motivados para llevar el proyecto a la realidad, entre ellos, el representante estudiantil conocido como el creador principal de la propuesta, Paúl Patiño.
Las mejores participaciones del CUFM en las Olimpiadas Venezolanas de Informática han sido en el año 2009, la primera edición de la misma, obteniendo el segundo lugar a nivel institucional, medalla de oro en la categoría de base de datos y medalla de plata en la categoría de Programación, siendo éstas las únicas categorías que la institución llevó a participar. Obtuvo además el sexto lugar en el año 2010, la segunda edición de las OVI, a nivel institucional, destacando haber obtenido medalla de plata en base de datos y medalla de bronce en la categoría de Redes.

## Movimientos y asociaciones

### Asociación de Estudiantes de Informática del CUFM (AEINF-CUFM)

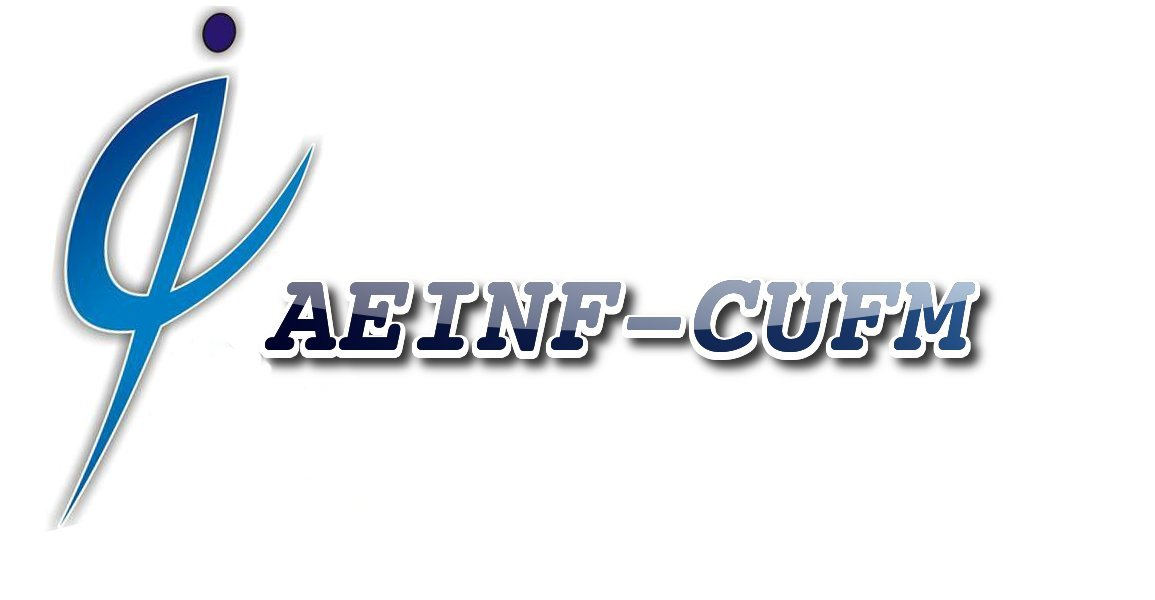
Logo de la AEINF-CUFM

La Asociación de Estudiantes de Informática del Colegio Universitario "Francisco de Miranda" (AEINF-CUFM) está conformada por todas y todos los estudiantes del Colegio Universitario “Francisco de Miranda” (CUFM) de distintos trayectos del PNF-I y del T.S.U en Informática, cuyos proyectos y actividades están directamente relacionados con la reivindicación estudiantil.
Dentro de la Asociación de Estudiantes de Informática también se promueven valores tales como la ética, honradez, honestidad, solidaridad, el humanismo, el compartir, la generosidad; son la esencia sobre la que se fundamenta el trabajo que realiza dicha Asociación. El respeto por los demás, por el reconocimiento y valor del trabajo de cada individuo que con su aporte fortalece este gran proyecto.
En esta comunidad los miembros se manejan bajo el principio de equidad, ya que desde el usuario novato hasta aquellos que tienen más experiencia se reúnen en un mismo espacio a compartir dudas y conocimientos, se dedica tiempo al desarrollo de propuestas y a la promoción de ideas; pero lo más importante, es la fraternidad con la que cada uno de sus integrantes es recibido.
La estructura organizativa tiene una duración de 1 año (3 trimestres académicos) la cual está conformada por las siguientes coordinaciones:
- Coordinación General.

- Coordinación de Asuntos Estudiantiles.

- Coordinación de Medios de Difusión y Relaciones Públicas.

- Coordinación de Asuntos Interinstitucionales.

- Coordinación de Planificación y Proyecto.

### Centro de Estudiantes del CUFM (CE-CUFM)
El CE-CUFM es una Agrupación de Estudiantes del Colegio Universitario "Francisco de Miranda", sin ideología política, altamente académica y , que hace vida en la institución mirandina, promoviendo espacios de análisis y reflexión de los diferentes Programas Nacionales de Formación y construcción de la memoria local con los diferentes movimientos sociales y consejos comunales.
.